# Fleetwood, Pennsylvania
Fleetwood là một thị trấn thuộc quận Berks, tiểu bang Pennsylvania, Hoa Kỳ. Năm 2010, dân số của thị trấn này là 4085 người.